# Enoplognatha tadzhica
Enoplognatha tadzhica là một loài nhện trong họ Theridiidae.
Loài này thuộc chi Enoplognatha. Enoplognatha tadzhica được miêu tả năm 1975 bởi Sytshevskaja.